# Sway back
Per Postura Sway back o Swayback, detta anche Slouched posture, letteralmente schiena oscillante o postura penzolante, si intende una deformazione posturale della colonna vertebrale.

## Definizione
La caratteristica peculiare della postura Sway back, è il bacino posizionato più anteriormente rispetto al torace, costringendo le anche ad un'estensione forzata. Il bacino mantiene una posizione equilibrata, ma l'articolazione dell'anca (coxofemorale) viene spinta anteriormente, e il grande trocantere è posizionato anteriormente alla linea di gravità. Mentre nella postura normale lo sterno è la struttura posizionata più anteriormente, in questo caso è il bacino a diventare il segmento più avanzato, mentre la linea di gravità si sposta dalle anche all'arco plantare centrale e alle dita dei piedi. La testa viene spinta anteriormente, causando la flessione e il dislocamento posteriore della parte alta del tronco, la flessione del tratto lombare, e l'inclinazione posteriore del bacino. Le anche sono estese, creando un allungamento dei suoi flessori, mentre il corpo si fissa sui legamenti dell'anca e su altre sue strutture anteriori. I legamenti ileo femorali vengono allungati, così come il legamento longitudinale anteriore della bassa schiena, il legamento posteriore longitudinale della parte alta lombare e della zona toracica. La curva lordotica lombare cambia conformazione, passando da una curvatura distesa ad una più breve e concava, che raggiunge la massima piegatura normalmente al livello della vertebra L3. Essa risulta in definitiva meno accentuata del normale, similmente alla postura Flat back. La curva cifotica invece è più distesa e può estendersi anche alla zona lombare. La regione lombare inferiore è più appiattita del normale, e il bacino può essere leggermente inclinato anteriormente.
Il retto dell'addome rimane relativamente inalterato perché l'osso pubico e le coste inferiori in genere mantengono la loro posizione anatomica. Tuttavia, a causa della direzione delle fibre dei muscoli addominali obliqui, gli obliqui esterni vengono allungati, mentre gli obliqui interni rimangono inalterati o vengono accorciati; in quest'ultimo caso vengono coinvolte le fibre superiori.
La sway back può essere spesso confusa con la postura cifo-lordotica (l'accentuazione della cifosi e delle lordosi), perché la posizione anteriore della regione pelvica-lombare può far sembrare un aumento della lordosi, ma queste posture possono essere facilmente distinte controllando l'allineamento dei malleoli, del grande trocantere e della testa omerale. Sway back e cifo-lordotica appaiono simili a causa della curva concava nella zona posteriore. Tuttavia, osservando meglio è evidente che nella postura cifo-lordotica la colonna lombare è concava, mentre nella sway back la zona lombare bassa è in realtà appiattita. Nella postura sway back la curva concava della colonna vertebrale è molto più alta, al livello della zona toracica inferiore. La sway back condivide una caratteristica con la cfo-lorotica e con la flat back (dorso piatto), cioè la testa e il collo spinti in avanti, una condizione riconosciuta come forward head posture (postura con la testa in avanti). È stato dimostrato che in quasi tutti i pazienti con un dolore acuto alla bassa schiena, la postura con la testa protesa in avanti è associata ad un incremento della cifosi. La Sway back ha in comune con la Flat back (dorso piatto) la zona lombare appiattita.
La postura sway back può essere asimmetrica nel caso ci sia una dominanza di una gamba in posizione in piedi, cioè il peso del tronco poggia su una gamba e più precisamente sull'anca, specialmente tra gli adolescenti. In questo caso, la debolezza del medio gluteo fa in modo che il bacino si inclini lateralmente, una situazione in parte compensata dall'incremento del tono del tensore della fascia lata. Si riscontra un accorciamento della fascia ileo tibiale, cioè il lungo tendine del tensore della fascia lata. Se si osserva la gamba dominante nella sway back, si può correggere questa asimmetria applicando lo stretching al gruppo dei muscoli adduttori dell'anca nel lato rigido, e tonificando gli abduttori (soprattutto il medio gluteo) nel lato debole. Ottenere la simmetria tra gli arti inferiori è essenziale.
Per correggere la sway back è necessario considerare due punti: il bacino è la struttura posta più anteriormente invece dello sterno, la postura risulta in una perdita di statura. Per correggere la postura, è necessario cambiare l'allineamento dello sterno e del bacino. Poiché la postura Sway back è molto diffusa tra i giovani ma non è associata ad una rigidità o una debolezza muscolare, essa può essere difficoltosa da correggere. È necessario focalizzarsi sulla rieducazione, riconoscendo che lo sviluppo della coscienza posturale gioca un ruolo fondamentale nel processo di correzione.

## Caratteristiche

### Fisiologiche
- collo e testa protesi in avanti;
- aumento della lordosi cervicale (iperlordosi cervicale);
- spalle basse e anteposte;
- cifosi accentuata e allungata (ipercifosi);
- lordosi lombare piatta (ipolordosi);
- bacino retroverso;
- bacino posizionato anteriormente rispetto al torace;
- anche iperestese;
- ginocchia iperestese e bloccate;
- possibile asimmetria posturale;

### Muscolari

#### Muscoli accorciati/ipertonici
- estensori del collo;
- abduttori delle scapole (gran pettorale, piccolo pettorale, gran dentato);
- estensori dell'anca (ischio-crurali, grande gluteo accorciato ma ipotonico);
- retto addominale;
- obliqui interni;
- adduttori sulla gamba dominante (nella Sway back asimmetrica);

#### Muscoli allungati/ipotonici
- flessori del collo (sternocleidomastoideo, scaleno medio, scaleno anteriore);
- adduttori delle scapole (trapezio, romboidi)
- estensori della colonna;
- flessori dell'anca (soprattutto grande e piccolo psoas);
- grande gluteo ipotonico ma accorciato;
- obliqui esterni;
- abduttori sulla gamba non dominante (nella Sway back asimmetrica);

## Programma di correzione
- aumentare la mobilità delle anche, specialmente nella flessione;
- aumentare il tono del grande gluteo;
- accorciare gli obliqui esterni e ridurre il dominio del retto addominale;
- aumentare il tono dei flessori dell'anca monoarticolari (in particolare lo psoas);

La postura Sway back presenta dei punti in comune con la postura Flat back (dorso piatto) e con l'ipercifotica (o cifo-lordotica). Con la prima condivide uno stato di ipolordosi a livello lombare, cioè una lordosi lombare appiattita, mentre con la seconda condivide lo stato di ipercifosi e iperlordosi cervicale, cioè l'accentuazione di queste curve. In un programma di allenamento fisico mirato al miglioramento della deformazione posturale in questione, sarà necessario agire tonificando e accorciando alcuni muscoli, e rilassando e allungandone altri al fine di equilibrare la condizione fisiologica. Esaminando la serie di gruppi muscolari ipertonici e accorciati, si dovrà procedere in questo caso con uno stretching degli estensori del collo, degli antepositori delle spalle/abduttori delle scapole (gran pettorale, piccolo pettorale, gran dentato) e degli ischio-crurali. Per quanto riguarda invece i gruppi muscolari ipotonici e allungati, sarà necessario svolgere un programma mirato di tonificazione e accorciamento. Tra questi si citano i flessori del collo, i muscoli dell'alta schiena (adduttori delle scapole), gli extrarotatori delle braccia (infraspinato, piccolo rotondo), i muscoli estensori della colonna (tra cui il quadrato dei lombi), e i flessori dell'anca (in primis lo psoas). Il grande gluteo, così come il resto dei diversi estensori dell'anca monoarticolari, rappresentano un'eccezione in quanto, pur essendo ipotonici, sono accorciati a causa dell'iperestensione cronica del femore.
Poiché anche i muscoli che necessitano di essere allungati richiedono un programma di tonificazione, anche se generalmente meno intenso e frequente, si dovrà considerare l'importante "Legge della plasticità muscolare" (o "Legge di Borelli e Weber Fick"), la quale sostiene che: "La lunghezza delle fibre è proporzionale all'accorciamento ottenuto dalla loro contrazione, e questo è circa uguale alla metà della lunghezza delle fibre".

Le 4 possibili modalità di esecuzione di un movimento muscolare sono:
- Allungamento completo e contrazione completa: aumenta la parte contrattile e diminuisce quella tendinea, permettendo al muscolo di mantenere la sua lunghezza e aumentare la velocità;
- Allungamento completo e contrazione incompleta: aumenta la parte tendinea e diminuisce quella contrattile, per aumentare la lunghezza del muscolo ma ridurne la velocità;
- Allungamento incompleto e contrazione completa: la lunghezza del muscolo diminuisce;
- Allungamento incompleto e contrazione incompleta: la lunghezza del muscolo diminuisce;

In base a questa legge pare chiaro che i muscoli che necessitano di essere allungati dovranno essere allenati in massimo allungamento e in contrazione incompleta, mentre quelli che devono essere accorciati, dovranno essere allenati in massima contrazione, e allungamento incompleto. Pertanto la traiettoria articolare (Range of motion, ROM) dei relativi esercizi dovrà essere modificata in base a queste esigenze.

## Muscolatura influente sull'inclinazione pelvica
Secondo Kendall et al. (2005), l'anteroversione del bacino può essere il risultato di una combinazione tra muscolatura addominale anteriore debole (ipotonica), flessori dell'anca rigidi e ipertonici (specialmente l'ileo-psoas), muscolatura della bassa schiena rigida e ipertonica, ed estensori dell'anca deboli. Una bassa schiena rigida ed estensori dell'anca deboli sono raramente considerati la principale causa, ma se notati in associazione con flessori dell'anca accorciati e debolezza della muscolatura addominale, la relativa inclinazione pelvica e l'accentuazione della lordosi tendono ad essere più accentuate. Al contrario, la retroversione del bacino associata soprattutto alla postura Flat back, si crede sia il risultato della combinazione tra muscolatura della bassa schiena ipertonica e accorciata, muscolatura addominale ipertonica, e flessori dell'anca deboli. Tuttavia, è importante notare che queste sono osservazioni cliniche con pochi studi empirici disponibili a supporto di queste conclusioni.

### Muscolatura addominale
A causa dell'attaccamento della muscolatura addominale al bacino, è evidente che quando questi muscoli vengono attivati portando ad una flessione del tronco, il bacino viene portato a ruotare posteriormente, mentre la rigidità degli erettori spinali lombari porta alla rotazione anteriore del bacino. Se gli addominali sono allungati e gli erettori spinali lombari sono accorciati, si è teorizzato che il grado di anteroversione del bacino e della lordosi lombare sarebbero maggiori del normale. Ma, nonostante sia stato provato che la funzione degli addominali di ruotare il bacino posteriormente tramite una contrazione in posizione in piedi, non esistono evidenze a riguardo della relazione tra l'abilità della muscolatura addominale di attivare una contrazione e mantenerla durante la normale posizione in piedi rilassata. Alcuni ricercatori (Walker et al, 1987) condussero uno studio per determinare le relazioni tra la lordosi lombare, l'inclinazione del bacino e l'attività addominale durante la normale posizione in piedi. Dopo l'esecuzione di alcuni test, l'équipe rivelò che non vi fosse alcuna correlazione tra la funzione della muscolatura addominale e la rotazione del bacino o la lordosi lombare come precedentemente esposto. Queste conclusioni sono state supportate da altri suti che non identificarono alcuna associazione tra la debolezza o ipotonicità della muscolatura addominale e l'anteroversione del bacino. Tuttavia, altri lavori hanno esaminato l'attività mioelettrica della muscolatura addominale durante il mantenimento della postura eretta, rivelando che questo gruppo muscolare non è attivo in questa posizione. Quindi, è possibile che le contrazioni attive della muscolatura addominale non siano responsabili del grado di inclinazione del bacino durante la normale postura eretta rialssata. In sintesi, la letteratura scientifica suggerisce che la muscolatura addominale non gioca un ruolo importante nello stabilire la postura o l'inclinazione del bacino durante la postura eretta. Questi risultati potrebbero suggerire che altri muscoli potrebbero invece avere un'influenza marcata sull'inclinazione del bacino e sulla lordosi lombare rispetto a quanto ci si aspettava in passato.

### Gruppo muscolare dei flessori dell'anca
Il gruppo dei muscoli flessori dell'anca ha ricevuto molta attenzione riguardo alla sua influenza sull'inclinazione del bacino. Per decenni i flessori dell'anca rigidi e accorciati sono stati associati ad un aumento dell'anteroversione del bacino a causa dell'attaccamento del muscolo ileo-psoas. Tuttavia, gli studi hanno fallito nel dimostrare una significativa correlazione tra l'inclinazione del bacino in posizione eretta e la lunghezza dei muscoli flessori dell'anca. Nonostante gran parte della letteratura scientifica indichi che i flessori dell'anca non hanno un impatto significativo sull'inclinazione del bacino in posizione eretta, uno studio (Link et al., 1990) rivelò invece una significativa correlazione tra la lunghezza dei flessori dell'anca e l'anteriorizzazione del bacino se comparato all'inclinazione pelvica da seduto, quando venne comparata l'inclinazione del bacino in posizione seduta o eretta. Lo studio evidenziò che da posizione seduta, quando i flessori dell'anca subiscono un accorciamento, l'inclinazione del bacino era ridotta se comparata alla postura eretta, in cui i flessori dell'anca venivano allungati, e di conseguenza l'inclinazione del bacino in anteroversione aumentava.

### Inclinazione pelvica ed estendibilità degli ischio-crurali
A causa dell'orientamento degli ischio-crurali sulla tuberosità ischiatica del bacino, è logico supporre che la lunghezza di questi muscoli influisca sui movimenti del bacino. Tuttavia, nonostante venga suggerito da alcuni autori che gli ischio-crurali accorciati portino ad una retroversione del bacino, Diverse ricerche hanno indicato che la lunghezza di questi muscoli non influenza significativamente l'inclinazione pelvica nella posizione eretta. Mentre gran parte di questi studi si focalizzarono sull'accorciamento degli ischio-crurali, Li et al. (1990) rivelarono un leggero incremento dell'inclinazione del bacino in anteroversione come risultato di un'aumentata estendibilità degli ischio-crurali stessi; tuttavia questi guadagni non furono significativi. Toppenberg e Bullock conclusero che le maggiori condizioni in grado di predire la lordosi è l'aumento della lunghezza degli addominali, degli erettori spintali e degli ischio-crurali, tuttavia non venne trovata alcuna correlazione tra la lunghezza di un singolo gruppo muscolare tra quelli citati e il gado di inclinazione del bacino. Infatti Toppenberg e Bullock riportarono che gli ischio-crurali accorciati erano associati ad un maggiore grado di inclinazione della colonna vertebrale, il che contrasta con l'ipotesi che gli ischio-crurali siano in grado di causare una retroversione del bacino e una riduzione della lordosi lombare. Gajdosik et al. (1992) esaminarono l'influenza degli ischio-crurali accorciati sull'inclinazione del bacino in posizione eretta. Comparando soggetti dalla lunghezza normale con altri dalla lunghezza ridotta, scoprirono che non ci fosse una rilevante influenza sull'inclinazione pelvica da eretti come conseguenza della lunghezza degli ischio-crurali. Anche Link et al., nonostante avessero trovato una significativa correlazione tra la lunghezza dei flessori dell'anca e l'anteroversione del bacino, non riportarono invece una rilevante correlazione tra l'esntedibilità degli ischio-crurali e l'inclinazione pelvica. In sintesi, la letteratura scientifica non supporta il concetto che l'estendibilità degli ischio-crurali sia legata all'inclinazione pelvica. Mentre diversi studi hanno individuato una correlazione positiva tra i due, non è la capacità di estensione a confermarne la correlazione.

### Conclusioni
- la tonicità della muscolatura addominale non esercita un'influenza sull'inclinazione del bacino, pertanto lo stretching della muscolatura addominale non influisce sulla correzione posturale;
- alcune evidenze scientifiche riconoscono che la lunghezza dei flessori dell'anca possa contribuire ad inclinare il bacino in anteroversione;
- la lunghezza degli ischio-crurali non è risultata significativamente connessa con la retroversione del bacino, sollevando ulteriori dubbi sull'efficacia del loro allungamento o accorciamento nel processo di correzione;

### Flessori dell'anca e addominali
Assieme alla postura Flat back, la Sway back richiede una tonificazione ed accorciamento dei flessori dell'anca, mentre dovrebbe essere tralasciato o ridotto lo stimolo del retto dell'addome, già forte in questo tipo di soggetti. Gran parte degli esercizi che reclutano i flessori dell'anca vengono riconosciuti impropriamente nel senso comune come "esercizi per gli addominali", tra i quali si può riconoscere il sit-up, i leg raise supini, alle parallele o alla sbarra, il jacknives o le sforbiciate. I professionisti del fitness in genere sconsigliano di eseguire questa serie di esercizi per gli addominali, in quanto è stato riconosciuto che possano facilmente creare dolori alla bassa schiena, soprattutto nei soggetti con addominali relativamente deboli. È stato stabilito che i sollevamenti delle gambe (Leg raise) in posizione supina sollecitano i flessori dell'anca con un limitato coinvolgimento della muscolatura addominale, mentre è stato notato che spesso viene a crearsi uno squilibrio tra gli addominali deboli e i flessori dell'anca forti nei movimenti di flessione del busto (come il sit-up). L'obiettivo di un allenamento degli addominali dovrebbe essere invece quello di massimizzare il coinvolgimento della muscolatura addominale, riducendo al minimo il coinvolgimento dei flessori dell'anca.
I flessori dell'anca sono per definizione i muscoli responsabili del sollevamento degli arti inferiori (flessione della coscia), mentre gli addominali, i quali non hanno alcun ruolo nella flessione del femore, in questo esercizio rimangono contratti in isometria (senza modificare la loro lunghezza). Diversi studi dimostrano in modo conclusivo il coinvolgimento dei muscoli addominali in modalità isometrica. Nel sollevare la gamba appesa, il retto addominale deve ruotare il bacino posteriormente (retroversione del bacino) e stabilizzarlo al fine di consentire agli arti inferiori di flettersi verso il petto. Dal momento che gli arti inferiori sono relativamente pesanti, la tensione sul retto addominale è dovuta in gran parte al suo ruolo nella stabilizzazione del bacino. L'esercizio svolto con le gambe dritte pone un pesante carico sulla colonna lombare, rendendolo ad alto rischio per alcuni individui.
Sebbene gli esercizi per gli addominali che mobilizzano il busto o le gambe non siano da ritenere adatti alla maggior parte dei soggetti (soprattutto agli iperlordotici), sia per un mancato reclutamento attivo della parete addominale a favore dei flessori dell'anca, che per un'azione iperlordosizzante a causa dello stress posto in prevalenza sugli stessi flessori dell'anca, questo gruppo di esercizi può essere ritenuto adatto in alcuni casi limitati, cioè ai soggetti che presentano una postura Sway back o Flat back. Effettivamente questi esercizi reclutano attivamente i flessori dell'anca, proprio uno dei gruppi muscolari ipotonici che devono essere accorciati e tonificati nella Sway back per riequilibrare la lordosi lombare. Inoltre questi stessi esercizi non stimolano efficientemente la muscolatura addominale già ipertonica, perché costretta ad esercitare uno sforzo isometrico.
Per quanto riguarda esercizi più mirati alla parete addominale, è necessario selezionare coloro che sollecitano maggiormente gli obliqui esterni, normalmente ipotonici nei soggetti affetti da postura Sway back, ed è stato visto che il reverse crunch riesce a focalizzare il lavoro leggermente più su questi fasci rispetto al crunch classico.

## Altre posture
- Postura cifo-lordotica
- Postura lordotica
- Postura Flat back (Dorso piatto)